# L'Oracle
Pour le film, voir L'Oracle (film).
Pour les articles homonymes, voir Oracle.
L'Oracle est le 30e album de la série de bande dessinée Papyrus de Lucien De Gieter. L'ouvrage est publié en 2008.